# 1087 Arabis
1087 Arabis là một tiểu hành tinh bay quanh Mặt Trời. Ban đầu nó có tên là 1927 RD. The numerical designation indicates this was the 1087th asteroid discovered.